# Labirinto (film 1979)
Labirinto (L'Homme en colère) è un film del 1979 diretto da Claude Pinoteau.

## Trama
Un uomo si reca in Canada alla ricerca del proprio figlio ma il cadavere dello stesso viene scoperto dalla polizia canadese.